# 1889 en science
| Années de la science : 1886 - 1887 - 1888 - 1889 - 1890 - 1891 - 1892    |
| Décennies de la science : 1850 - 1860 - 1870 - 1880 - 1890 - 1900 - 1910 |

Cet article présente les faits marquants de l'année 1889 en science.

## Événements
- 8 janvier : l'ingénieur américain Herman Hollerith obtient un brevet (US Patent 395,782) pour son invention d'un système de tabulation à cartes perforées[1].
- 12 mars : l'entrepreneur de pompes funèbres américain Almon Strowger dépose un brevet pour un central téléphonique automatique, accordé le 10 mai 1891[2].

- 2 avril et 22 juillet : les chimistes britanniques Frederick Augustus Abel et James Dewar obtiennent deux brevets pour la cordite, un explosif sans dégagement de fumée et d'odeur[3].
- 6 mai-6 novembre : Exposition universelle de Paris[4].
  - Armand Peugeot expose le prototype de Peugeot Type 1, un tricycle équipé d'une chaudière à vapeur de Léon Serpollet sur le stand Peugeot de la Galerie des Machines[5]. Fin octobre, Gottlieb Daimler et Wilhelm Maybach présentent sur le stand de Panhard & Levassor la Daimler Stahlradwagen, dotée d'un moteur à essence[6].

- 1er juin : le physiologiste français Charles-Édouard Brown-Séquard communique à la Société de biologie le résultat de ses travaux sur les glandes endocrines, un traitement à base de suc testiculaire de chien en injection (opothérapie), qu'il a essayé sur lui-même[7].
- 27 juin : la corsetière française Herminie Cadolle présente le corselet-gorge, le premier soutien-gorge, lors de l'exposition universelle de Paris[8].

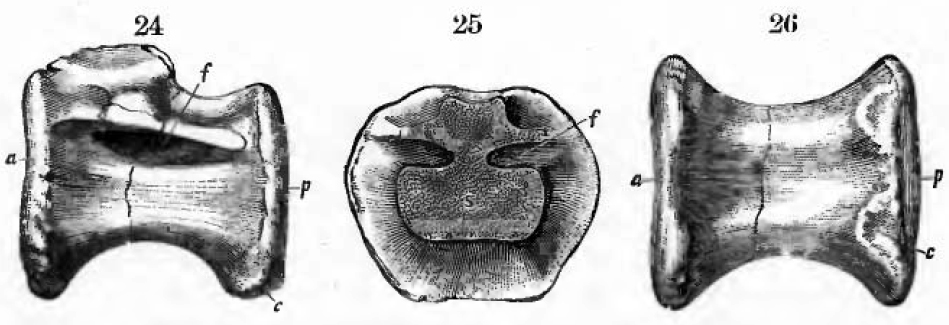
Vertèbre caudale du Barosaurus lentus, Marsh ,1896.

- Été : les paléontologues américains Othniel Charles Marsh et John Bell Hatcher déterrent premiers restes de Barosaurus, un dinosaure herbivore sauropode géant, dans la Formation de Morrison au Dakota du Sud. Les six vertèbres fossiles sont envoyées à l'Université Yale de New Haven le 4 novembre et décrits dans un article de Marsh publié le 21 décembre 1889[9].
- 6-10 août : Ier Congrès international de psychologie à Paris sous la présidence de Jean-Martin Charcot et de Théodule Ribot, secrétaire général Charles Richet[10].

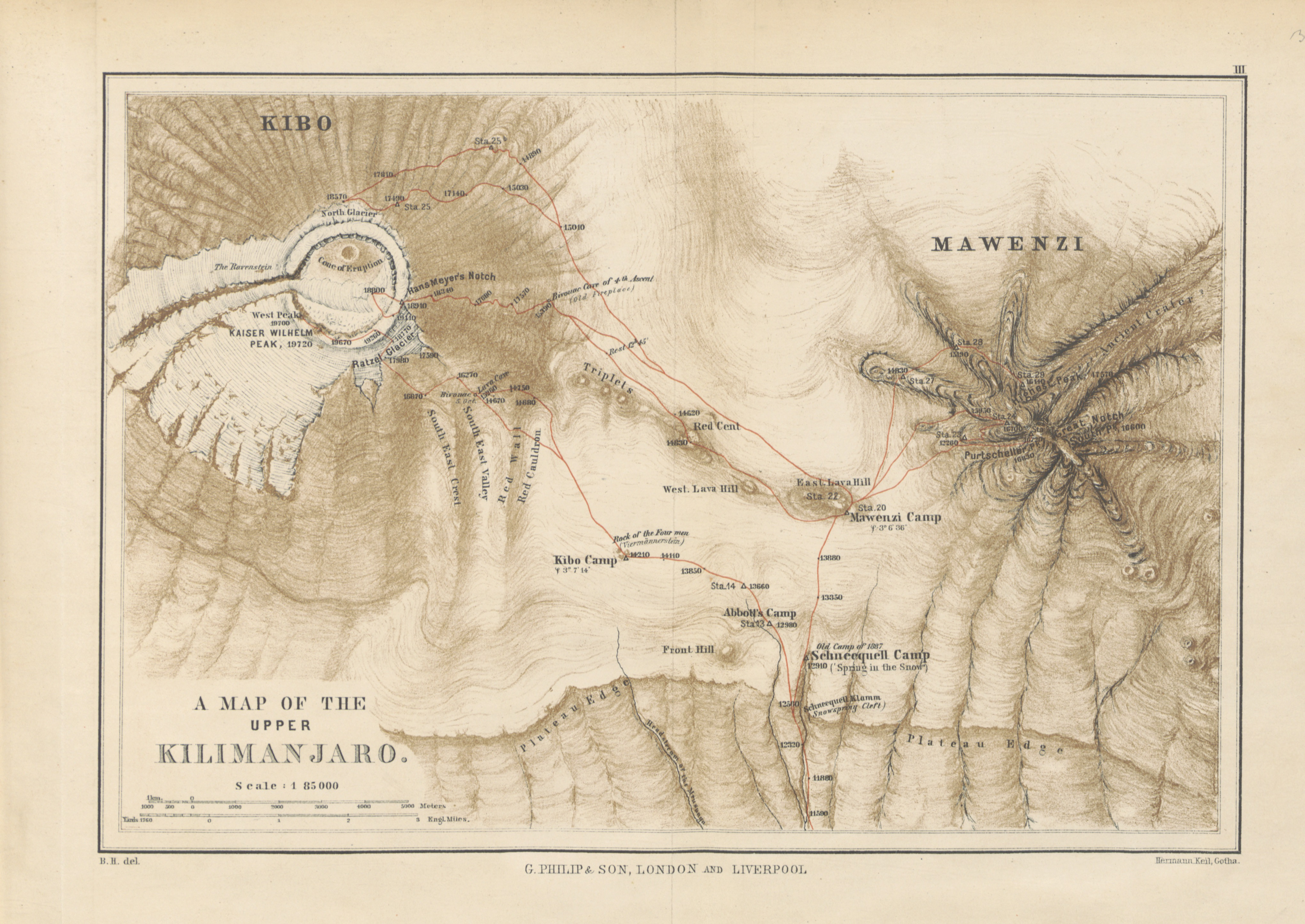
Carte tirée de l'ouvrage de Hans Meyer À travers les glaciers d'Afrique de l'Est. Un récit de la première ascension du Kilimandjaro.

- 6 octobre : première ascension du Kilimanjaro par le géographe allemand Hans Meyer[11].

- Le bactériologiste japonais Shibasaburo Kitasato isole le bacille du tétanos en culture pure[12].

- Dans un article intitulé On the reaction velocity of the inversion of cane sugar by acid, le chimiste suédois Svante August Arrhenius énonce la loi d'Arrhenius qui décrit la variation de la vitesse d'une réaction chimique en fonction de la température[13].
- Le sociologue allemand Franz Müller-Lyer décrit illusion d'optique dite illusion de Müller-Lyer[14].

## Publications
- Joseph Bertrand : Calcul des probabilités (Paris : Gauthier-Villars et fils).
- Francis Galton : Natural Inheritance (« l'Héritage naturel »).
- David Hilbert : Fondements de la géométrie. Il révolutionne les bases de la logique.
- Giuseppe Peano : Les principes de l'arithmétique, nouvelle méthode d'exposition [« Arithmetices principia, nova methodo exposita (en) »]. Il donne une construction axiomatique de l'ensemble des nombres entiers.
- Hugo de Vries : Intracellular Pangenesis.

## Prix
- Médailles de la Royal Society
  - Médaille Copley : George Salmon
  - Médaille Davy : William Henry Perkin
  - Médaille royale : Thomas Edward Thorpe, Walter Gaskell

- Médailles de la Geological Society of London
  - Médaille Lyell : William Boyd Dawkins
  - Médaille Murchison : James Geikie
  - Médaille Wollaston : Thomas George Bonney

- Médaille Linnéenne : Alphonse Pyrame de Candolle
- Prix Lalande : François Gonnessiat

## Naissances

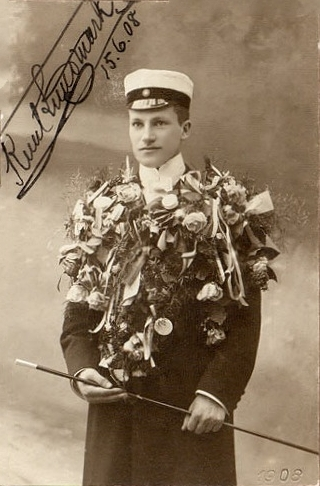
Knut Lundmark

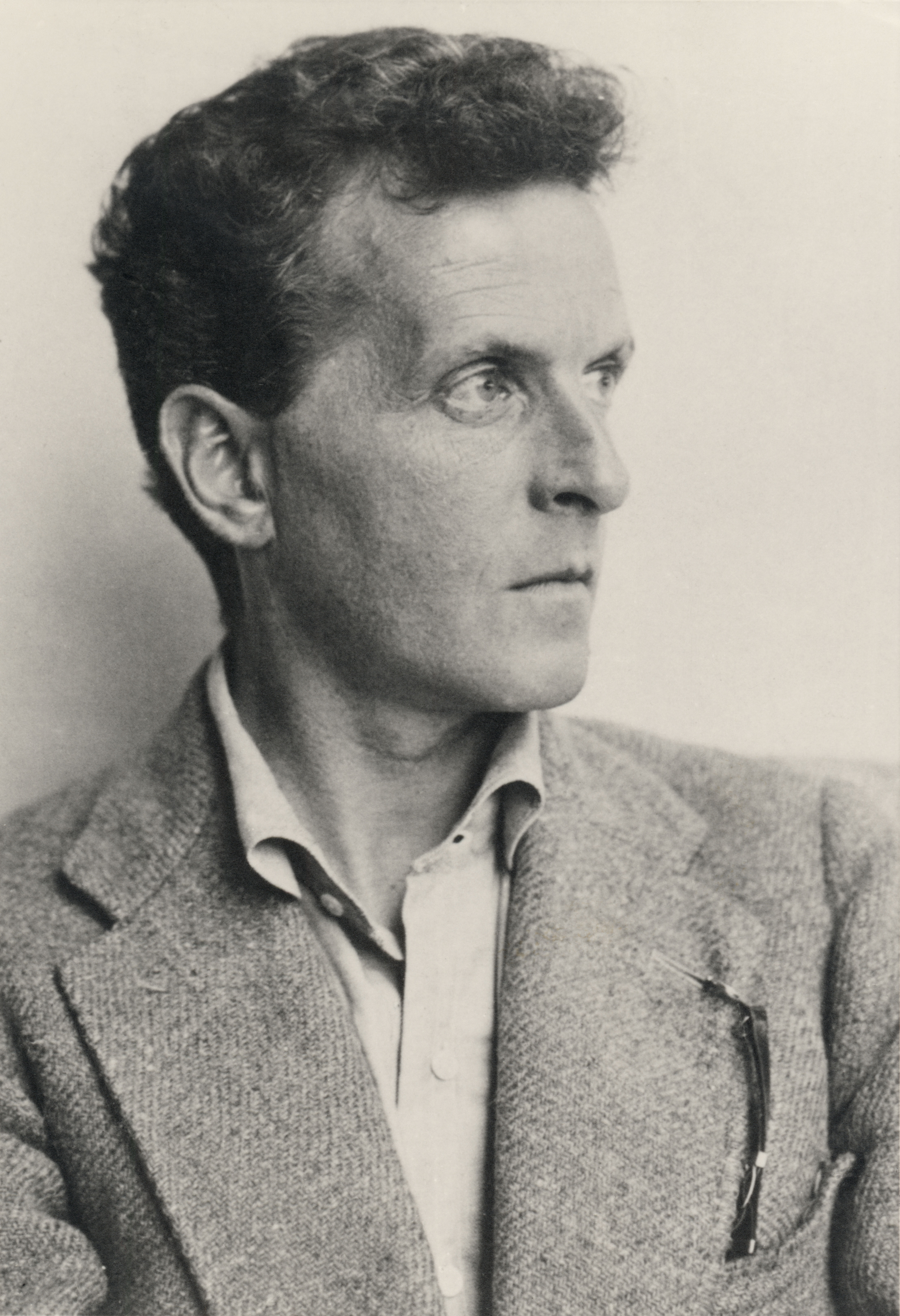
Ludwig Wittgenstein

- 11 janvier : Calvin Bridges (mort en 1938), généticien américain.
- 17 janvier : Ralph H. Fowler (mort en 1944), physicien et astronome britannique.
- 1er février : Roman Kozłowski (mort en 1977), géologue polonais spécialisé dans la paléontologie et la paléobiologie.
- 10 février : Raymond Cornubert (mort en 1984), chimiste français.
- 16 février : Georg von Grimpe (mort en 1936), zoologiste allemand.
- 19 février : Fernand Daguin (mort en 1948), géologue français.

- 13 mars : John Hasbrouck van Vleck (mort en 1980), physicien américain, prix Nobel de physique en 1977.
- 31 mars : Boris Guerassimovitch (mort en 1937), astronome et astrophysicien ukrainien.

- 11 avril : Henri Victor Vallois (mort en 1981), anthropologue français.
- 13 avril : Herbert Yardley (mort en 1958), cryptologue américain.
- 21 avril : Paul Karrer (mort en 1971), chimiste organique suisse.
- 26 avril : Ludwig Wittgenstein (mort en 1889), philosophe et mathématicien autrichien.

- 1er mai :
  - Kálmán Lambrecht (mort en 1936), paléontologue hongrois.
  - Armando Maugini (mort en 1975), agronome italien.
- 18 mai : Thomas Midgley Jr. (mort en 1944), ingénieur mécanicien puis chimiste américain.

- 4 juin : Beno Gutenberg (mort en 1960), géologue et sismologue allemand.
- 14 juin :
  - Knut Lundmark (mort en 1958), astronome suédois.
  - Victor Van Straelen (mort en 1964), paléontologue belge.

- 24 juillet :
  - Agnes Meyer Driscoll (morte en 1971), cryptanalyste américaine.
  - Paul Vayssière (mort en 1984), agronome français.
- 1er août : Walther Gerlach (mort en 1979), physicien allemand.
- 7 août : Léon Brillouin (mort en 1969), physicien franco-américain.
- 12 août : Eleazar Sukenik (mort en 1953), archéologue israélien.
- 5 septembre : Oskar Becker (mort en 1964), philosophe, logicien, mathématicien et historien des mathématiques allemand.
- 22 septembre : Edison Pettit (mort en 1962), astronome américain.

- 5 octobre : Dirk Coster (mort en 1950), physicien néerlandais.
- 7 octobre : Hans Tropsch (mort en 1935), chimiste tchèque.
- 29 octobre : Paul Wernert (mort en 1972), paléontologue et préhistorien français.

- 20 novembre : Edwin Hubble (mort en 1953), astronome américain.
- 21 novembre : Étienne Drioton (mort en 1961), égyptologue français.
- 24 novembre : William Justin Kroll (mort en 1973), métallurgiste, chimiste et consultant luxembourgeois.
- 20 décembre : Pietro Romanelli (mort en 1982), archéologue et historien italien.

- Alexander Macklin (mort en 1967), médecin et explorateur polaire britannique.

## Décès

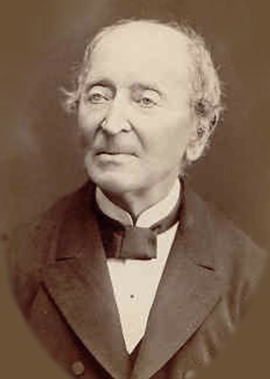
Ignacy Domeyko

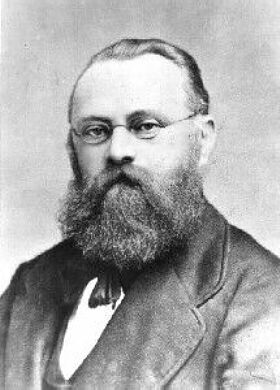
Ernst Wilhelm Tempel

- 12 janvier : Churchill Babington (né en 1821), archéologue, naturaliste et humaniste britannique.
- 21 janvier : Pierre Joseph Aimé Pissis (né en 1812), géologue et géographe français.
- 23 janvier : Ignacy Domeyko (né en 1802), minéralogiste et géologue polonais.
- 28 janvier : Joseph Émile Barbier (né en 1839), astronome et mathématicien français.
- 28 janvier : Giuseppe Giovanni Antonio Meneghini (né en 1811), naturaliste et géologue italien.

- 4 février : Carl Leverkus (né en 1804), chimiste et entrepreneur allemand.
- 5 février : Ole Jacob Broch (né en 1818), mathématicien, physicien, économiste et politicien norvégien.
- 8 février : Roberto Duarte Silva (né en 1837), chimiste français.
- 16 mars : Ernst Wilhelm Tempel (né en 1821), astronome allemand.
- 22 mars : Hermann Theodor Geyler (né en 1835), paléontologue et botaniste allemand.
- 9 avril : Michel-Eugène Chevreul (né en 1786), chimiste français.
- 19 avril : Warren de la Rue (né en 1815), astronome et chimiste britannique.

- 10 mai : Pierre de Cessac (né en 1821), préhistorien creusois.

- 28 juin : Maria Mitchell (née en 1818), astronome américaine.

- 15 août : Elias Loomis (né en 1811), mathématicien et météorologue américain.

- 7 septembre : Edmond Fuchs (né en 1837), géologue et ingénieur français.

- 11 octobre : James Prescott Joule (né en 1818), physicien et brasseur britannique.
- 25 octobre : Charles Léo Lesquereux (né en 1806), paléobotaniste suisse.

- 10 décembre : Lorenzo Respighi (né en 1824), astronome et mathématicien italien.
- 20 décembre : Eugène Eudes-Deslongchamps (né en 1830), paléontologue et naturaliste français.